# Timagoras aus Chalkis
Timagoras (altgriechisch Τιμαγόρας) war ein antiker griechischer Maler und Dichter, der aus Chalkis stammte und um die Mitte des 5. Jahrhunderts v. Chr. wirkte.
Timagoras ist nur aus einer Notiz bei Plinius bekannt. Demnach nahm Timagoras am ersten künstlerischen Wettstreit der Maler bei den Pythischen Spielen in Delphi teil und trat dort siegreich gegen Panainos an. Über seinen Sieg verfasste ein Gedicht. Das vorgegebene Thema des Wettstreits ist unbekannt, der Maleragon der Pythien wurde etwa Mitte des 5. Jahrhunderts v. Chr. eingeführt, laut Plinius zur Zeit der Akme des Panainos in der 83. Olympiade, also in den Jahren 448–445 v. Chr.